# Carlo Scognamiglio
Carlo Scognamiglio (Seriate, 31 mei 1983) is een Italiaans voormalig wielrenner. 
Als neoprof versierde Scognamiglio in 2005 een stagecontract bij Domina Vacanze. In 2006 en 2007 stond hij onder contract bij Team Milram en in 2008 en 2009 bij Team Barloworld.
Scognamiglio behaalde enkele ereplaatsen. 

## Ereplaatsen
2004
- 2e NK op de weg, beloften, Italië, Terra di Pisa  Italië

2005
- 3e in Chieti - Casalincontrado - Blockhaus  Italië
- 4e in Ronde van Berlijn
- 5e in Settimana Lombarda

2006
- 6e in GP Denain
- 6e in rit Ster Elektrotour
- 12e in rit Vierdaagse van Duinkerke

2009
- 2e in Giro del Veneto

## Resultaten in voornaamste wedstrijden
| Jaar | Ronde van Italië | Ronde van Frankrijk | Ronde van Spanje |
| ---- | ---------------- | ------------------- | ---------------- |
| 2007 |                  |                     |                  |
| 2008 | 126e             |                     |                  |
| 2009 |                  |                     |                  |
| 2010 |                  |                     |                  |

| Jaar | Milaan-San Remo | Gent-Wevelgem | Amstel Gold Race | Luik-Bast.‑Luik | Ronde van Lombardije | Bretagne Classic | Eschborn-Frankfurt |  | Wereldranglijsten |
| ---- | --------------- | ------------- | ---------------- | --------------- | -------------------- | ---------------- | ------------------ |  | ----------------- |
| 2007 |                 |               | 95e              | 94e             | 85e                  | 8e               |                    |  | 158e (UPT)        |
| 2008 | 70e             | 82e           | 130e             |                 |                      |                  |                    |  |                   |
| 2009 | 26e             |               |                  |                 |                      |                  |                    |  |                   |
| 2010 |                 |               |                  |                 |                      |                  | 7e                 |  |                   |